# Ixodes woodi
Ixodes woodi este o specie de căpușe din genul Ixodes, familia Ixodidae, descrisă de Bishopp în anul 1911. Conform Catalogue of Life specia Ixodes woodi nu are subspecii cunoscute.